# Der letzte Mann
|  | Per a altres significats, vegeu «L'últim home (pel·lícula de 1996)». |

Der letzte Mann ('L'últim home') és una pel·lícula muda alemanya de 1924 dirigida per Friedrich Wilhelm Murnau.

## Argument
Un porter d'un hotel de luxe del centre de la ciutat està molt orgullós del seu càrrec i del seu l'uniforme, amb el qual fa el fatxenda, cada vegada que torna al seu barri després de treballar. Però un dia, en arribar a la feina, es troba amb la sorpresa que el canvien de lloc.

## Repartiment
- Emil Jannings (porter de l'hotel)
- Maly Delschaft (la seva neboda)
- Max Hiller (el nuvi)
- Emilie Kurz (la tieta del nuvi)
- Hans Unterkircher (el director de l'hotel)
- Olaf Storm (jove convidat)
- Hermann Vallentin (convidat)
- Georg John (vigilant nocturn)
- Emmy Wyda (el veí)

## El film
Der letzte Mann fou una pel·lícula revolucionària dintre de la indústria cinematogràfica del seu temps, que va fer ús aclaparador de la tècnica cinematogràfica amb una proliferació de complicats tràvelings', en els quals la càmera, per exemple, lliscava des de la finestra d'un alt edifici fins a arribar al forat d'una trompeta tocada per un músic de la vorera del carrer; sobreimpressions i efectes especials fotogràfics, amb l'ús de lents que distorsionaven la imatge; espectaculars contrallums; disseny de decorats especialment preparats per fer-hi circular la càmera i els actors, en llargs i barrocs plans seqüència, etc., exercint una gran influència en l'estètica i la narrativa de realitzadors posteriors, especialment Orson Welles i Stanley Kubrick.
Murnau feia temps que cercava la narració cinematogràfica pura, sense cap element literari, extern, segons ell, de la naturalesa visual i poètica de la imatge fílmica. Les seves darreres pel·lícules foren una progressiva depuració d'aquest llenguatge, establert des de feia ja uns anys, però que ell portà fins a les darreres conseqüències amb aquest film, en què arriba a la gosadia de no emprar ni un sol cartell de diàleg, ni tan sols explicatiu (excepte una carta que llegeix el protagonista en un moment culminat del film). L'únic element que usà fou la imatge, fent de Der letzte Mann el llargmetratge més radicalment cinematogràfic de l'autor.
La interpretació d'Emil Jannings, que donà vida al vell porter amb profusió de detalls que denotaven un analític grau d'observació del comportament d'un ancià (Jannings tenia llavors només 39 anys), amb l'ajut del realista i minuciós maquillatge de Waldemar Jabs, és antològica.
L'operador de càmera Karl Freund, que posteriorment es faria director a Hollywood, on rodaria films com The Mummy (1932), feu un bon nombre de solucions tècniques inèdites, com l'emplaçament de la càmera damunt d'una bicicleta, la qual després entrava dintre d'un ascensor transparent, de manera que, sense parar de rodar, transportava l'espectador a punts de vista insòlits fins llavors.

## Recepció del film
Der letzte Mann representà una revolució dintre de la indústria cinematogràfica mundial i feu que Hollywood s'interessés pel seu director i tot l'equip tècnic, que, tard o d'hora, acabaren treballant als Estats Units. La crítica l'aclamà des del primer moment com una obra mestra sense precedents, però fou un evident fracàs de públic: el film, tot i la quantitat d'efectes fantàstics emprats per a reflectir l'estat de tensió psicològica del personatge, tenia un marcat to realista, excessiu per a la deprimida Alemanya de la postguerra. Els espectadors estatunidencs també la trobaren massa depriment, fet que no ajudà a la seva carrera comercial, precisament.
El productor exigí a Murnau que rodés un final feliç que no va aconseguir fer que la pel·lícula tingués millor resultats a la taquilla. Tot i l'evident postís afegit comercial que aquest final representa -amb un lluminós to de comèdia, totalment desenganxat de l'atmosfera fúnebre de la part final del film-, Murnau el va rodar amb un entusiasme evident i és, justament, en aquesta part, on hi ha algunes de les seves millors troballes.